# Dansa lliure
La dansa lliure és un moviment artístic sorgit a la fi del segle xix a Europa. Inspirat en la investigació de François Delsarte, la dansa lliure trenca amb les normes acadèmiques del ballet clàssic i advoca per un retorn a l'experiència sensorial del moviment tot experimentant amb la gravetat, la respiració, el ritme, la tensió-relaxació, etc. Es considera el punt de partida de la dansa moderna i de la dansa contemporània. Entre els pioners de la dansa lliure trobem:
- Loïe Fuller
- Isadora Duncan
- Ruth Saint Denis
- François Malkovsky

## La dansa lliure a Catalunya
Des del 1986 s'imparteixen cursos de dansa lliure a Catalunya, i el 1989 es va crear l'Associació Catalana de Dansa Lliure la principal finalitat de la qual és difondre la dansa lliure de François Malkovsky, per aquest motiu organitza cursos i estades. Té la seu a la Casa Orlandai de Sarrià (Barcelona) on organitza classes obertes per donar la possibilitat de conèixer la dansa lliure.